# FK Sarajevo
FK Sarajevo je klub první ligy Bosny a Hercegoviny, sídlící ve městě Sarajevo. FK Sarajevo patří k předním klubům Bosny a Hercegoviny. Klub byl založen roku 1946. Hřištěm klubu je stadion s názvem Stadion Asima Ferhatoviće Hase a kapacitou 35 630 diváků.
Ultras FK Sarajevo se nazývají Horde Zla (česky Hordy zla).

## Domácí úspěchy
- 2× vítěz Jugoslávské ligy (1966/67 a 1984/85)
- 1× vítěz Prve ligy Federacije Bosne i Hercegovine (1998/99)
- 4× vítěz Premijer ligy (2006/07, 2014/15, 2018/19, 2019/20)[2]
- 7× vítěz Fotbalového poháru Bosny a Hercegoviny (1996/97 – neofic., 1997/98, 2001/02, 2004/05, 2013/14, 2018/19, 2020/21)[3]